# Fiori in un vaso
Fiori in vaso (Fleurs dans un vase) è un dipinto a olio su tela (46,4x38,5 cm) realizzato tra il 1878 ed il 1879 dal pittore Georges-Pierre Seurat.
È conservato nel Fogg Art Museum di Cambridge (Massachusetts).